# Андреевская, Варвара Павловна
Варвара Павловна Андреевская (урожд. Орлова; 1848 ― после 1915, Санкт-Петербург) ― русская детская писательница и переводчица.

## Биография
Родилась в 1848 году в дворянской семье офицера. С детства много читала, хорошо знала литературу, увлекалась русской историей.
С 1884 года стала писать небольшие исторические рассказы, публикуя их в журнале «Юная Россия». Первый опубликованный рассказ ― «Падение Меншикова».
С 1889 года начали выходить её книги для детей, многие неоднократно переиздававшиеся: «Нянины сказки» (1889), «Зорька» (1890), «Колокольчики» (1890), «Детский мирок» (1890) и др.
Особенно пользовались популярностью детские исторические книжки, где простым ясным языком пересказывались события из российской истории: «Предание о царе Алексее Михайловиче» (1901), «Владимир Красное Солнышко» (1901), «Ермак» (1901) и др.

В. Андреевская. Записки куклы. 1898

В энциклопедии 1900 года о В. П. Андреевской говорится:

Красиво издававшиеся и обильно снабжавшиеся иллюстрациями книжки Андреевской имели успех среди детей… хотя и не выдвинули Андреевскую из сонма детских писательниц средней руки, которые пишут гладко, «нравоучительно и чинно».

Однако её рассказ «Синопский бой» был включён Л. Н. Толстым в сборник «Рассказы о Севастопольской обороне».
Варвара Андреевская перевела на русский язык «Дон Кихота» М. Сервантеса и «Вильгельма Телля» Ф. Шиллера ― оба 1896 год.